# Thyreus schwarzi
Thyreus schwarzi är en biart som först beskrevs av Jakup Straka och Michael S. Engel 2012. Den ingår i släktet Thyreus och familjen långtungebin. Arten finns endast på Kap Verde-öarna.

## Beskrivning
Arten är mycket lik den nära släktingen Thyreus denolii och är som den övervägande svart utom på mundelarna, fötterna, främre delen av sjunde tergiten hos hanen samt främre delen av sterniterna, som är mörkbruna. Arten har dessutom vita hårfläckar på tergiterna. Tergit 1 har en stor, L-formad fläck på vardera sidan, medan fläckarna på tergit 2 till 4 (samt tergit 5 hos hanen) är mera rundade till tvärgående (inte begränsade till sidorna). Vingarna är lätt rökfärgade med mörkbruna till svarta ribbor. Behåringen är svart till gråbrun över större delen av kroppen, utom på delar av ansiktet, benen och mellankroppen, som har fjäderliknande, vit behåring. Kroppslängden är 8 till 13,7 mm hos hanen, 7,5 till 13,6 cm hos honan.
Arten är mycket lik de övriga Thyreus-arterna på Kap Verde. Den kan emellertid skiljas från övriga arter genom att de vita markeringarna på sidorna av mellankroppens mitt, samt hos hanen även tergit 6, är mycket små.

## Utbredning
Arten är endemisk för Kap Verde-öarna, och förekommer där på São Nicolau och troligtvis Santo Antão.

## Ekologi
Thyreus schwarzi är en boparasit, honan lägger sina ägg i bon av solitära bin ur släktet Amegilla där larven lever på det insamlade matförrådet efter det att värdägget eller -larven dödats. På Kap Verde-öarna finns ytterligare tre arter från samma släkte, Thyreus denolii, Thyreus batelkai och Thyreus aistleitneri. Även dessa är boparasiter, med samma värdarter som Thyreus schwarzi.

## Etymologi
Arten är uppkallad efter Maximilian Schwarz, en entomolog och bisystematiker och en vän till auktorerna.